# Preslica planina
Preslica planina je planina u Bosni i Hercegovini, u srednjoj Bosni, kod granice Bosne s Hercegovinom. Prostire se u općinama Konjicu i Tarčinu. Nalazi se kod Bradine, ponad Ivan-sedla, sjeveroistočno od Konjica, uz rijeku Trešenicu. Na jugoistoku naslanja se na Bjelašnicu. Najviši je vrh Pješevac. Pod vrhom je pećina. Bitovnja i Ivan-planina su sjeverozapadno. Od 1605 metara visoke Preslice ka istoku dobar put vodi na malo polje Lanište, na kojem je poznata velika pećina Mijatova pećina (Kuvija). Put s Laništa vodi na Bjelašnicu.
Naseljenija je sa zapadne strane.